# Andre Savage
Andre Ronald Savage (* 27. Mai 1975 in Ottawa, Ontario) ist ein ehemaliger kanadischer Eishockeyspieler, der im Verlauf seiner aktiven Karriere zwischen 1994 und 2010 unter anderem 66 Spiele für die Boston Bruins und Philadelphia Flyers in der National Hockey League (NHL) auf der Position des Centers bestritten hat. Darüber hinaus absolvierte Savage über 450 weitere Partien in der American Hockey League (AHL) und stand vier Spielzeiten bei den Nürnberg Ice Tigers aus der Deutschen Eishockey Liga (DEL) unter Vertrag.

## Karriere
Savage spielte ab 1994 in der Western Collegiate Hockey Association (WCHA), einer Division im Spielbetrieb der National Collegiate Athletic Association (NCAA), an der Michigan Technological University. Dort spielte der Center eine wichtige Rolle und war häufig einer der besten Scorer nach Punkten in seinem Team.
Nach vier Jahren in Michigan wurden die Boston Bruins aus der National Hockey League (NHL) auf den Rechtsschützen aufmerksam und verpflichteten ihn im Sommer 1998. Bei den Bruins kam Savage allerdings hauptsächlich im Farmteam, den Providence Bruins in der American Hockey League (AHL), zum Einsatz. Insgesamt gehörte der Kanadier drei Jahre dem Franchise aus Boston an und kam am Ende auf 50 NHL-Spiele für die Bruins, in denen er 21 Scorerpunkte erzielen konnte. Nach einem kurzen Intermezzo bei den Manitoba Moose zog den Angreifer zur Saison 2002/03 zu den Philadelphia Flyers, bei denen er ebenfalls vor allem im Farmteam eingesetzt wurde und lediglich 16 Partien in der NHL absolvierte.
In den folgenden zwei Jahren wechselte Andre Savage noch dreimal den Verein. Karrierestationen waren unter anderem auf Leihbasis erneut die Providence Bruins sowie die San Antonio Rampage in der AHL. Da ein Sprung in die NHL mittlerweile unwahrscheinlich erschien, entschied sich Savage zum ersten Mal in seiner Karriere bei einem europäischen Klub zu unterzeichnen. Ab der Spielzeit 2005/06 spielte der Angreifer in der zweithöchsten schwedischen Spielklasse, der HockeyAllsvenskan, bei den Malmö Redhawks. Mit dem Team gelang am Saisonende der Aufstieg in die Elitserien. Zur Spielzeit 2006/07 unterzeichnete der Stürmer einen Vertrag bei den Nürnberg Ice Tigers, bei denen er zu einem wichtigen Bestandteil der Offensive wurde. Er verbrachte dort vier Spielzeiten und wurde während dieser Zeit mit der Mannschaft im Jahr 2007 Vizemeister. Im Sommer 2010 beendete der 35-Jährige seine aktive Karriere.

## Erfolge und Auszeichnungen
| - 1998 WCHA First All-Star Team - 1999 Teilnahme am AHL All-Star Classic - 1999 AHL All-Rookie Team | - 1999 Calder-Cup-Gewinn mit den Providence Bruins - 2006 Meister der Allsvenskan und Aufstieg in die Elitserien mit den Malmö Redhawks - 2007 Deutscher Vizemeister mit den Nürnberg Ice Tigers |

## Karrierestatistik
(Legende zur Spielerstatistik: Sp oder GP = absolvierte Spiele; T oder G = erzielte Tore; V oder A = erzielte Assists; Pkt oder Pts = erzielte Scorerpunkte; SM oder PIM = erhaltene Strafminuten; +/− = Plus/Minus-Bilanz; PP = erzielte Überzahltore; SH = erzielte Unterzahltore; GW = erzielte Siegtore; 1 Play-downs/Relegation; Kursiv: Statistik nicht vollständig)